# Roel (voornaam)
Roel is een voornaam. Het is een verkorting van Roeland of Roelof of Rudolf of Raoul

## Bekende personen met de naam Roel
- Roel Van Bambost, zanger
- Roel Bekker, topambtenaar
- Roel Bentz van den Berg, programmamaker en schrijver
- Roel Brouwers, voetballer
- Roel Buikema, voetballer
- Roel Cazemier, politicus
- Roel Coutinho, arts, microbioloog
- Roel Deseyn, politicus
- Roel Dieltiens, cellist
- Roel Dijkstra, stripfiguur
- Roel Dirven, acteur
- Roel van Duijn, politicus
- Roel en zijn beestenboel, stripfiguur
- Roel Felius, zanger
- Roel D'Haese, beeldhouwer
- Roel Kuiper, hoogleraar
- Roel Richelieu Van Londersele, schrijver en dichter
- Roel de Mon, honkballer
- Roel Paulissen, mountainbikefietser
- Roel Pieper, ICT-ondernemer
- Roel Reijntjes dichter
- Roel Reiné, filmregisseur, filmproducent
- Roel Robbertsen, politicus
- Roel Vanderstukken, acteur
- Roel in 't Veld, staatssecretaris
- Roel van Velzen, pianist en zanger
- Roel C. Verburg, cabaretier, stand-upcomedian en singer/songwriter
- Roel Verschueren, publicist, journalist, auteur en vertaler
- Roel Wiersma, voetballer
- Roel de Wit, natuurbeschermer en politicus